# L'Impartial (Acadie)
Pour les articles homonymes, voir L'Impartial.

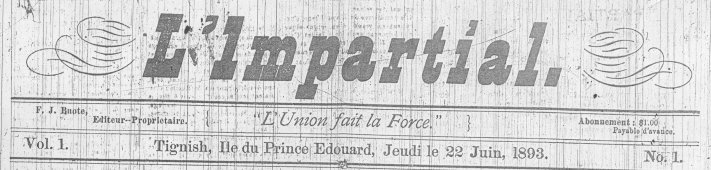
À la une du numéro un.

L'Impartial (1893-1915) était un journal francophone de l'Île-du-Prince-Édouard, au Canada.

## Histoire
Désirant lutter contre l'anglicisation des Acadiens de l'Île-du-Prince-Édouard, Gilbert Buote, un instituteur, fonde un journal francophone le 22 juin 1893 à Tignish qu'il nomme L'Impartial.
Le but de cette publication hebdomadaire était de défendre les droits des Acadiens et de promouvoir la langue française. Sa devise était 'L'union fait la force'.
Gilbert Buote, qui en fut le rédacteur en chef jusqu'à sa mort, profitait de son journal pour appuyer ses revendications. C'est ainsi qu'il se servit de l'Impartial pour lancer l'idée de la création d'une association d'instituteurs acadiens qui vit finalement le jour et fut à l'origine de plusieurs organisations, dont la Société Saint-Thomas d'Aquin, qui existe toujours et est l'organisme représentatif des Acadiens de l'Île-du-Prince-Édouard.
L'Impartial, qui se voulait apolitique à ses débuts, devint un partisan du Parti conservateur à partir de 1896, puis se tourna vers le Parti libéral à compter de 1904.
Le journal ferma ses portes en 1915 en raison de problèmes financiers et ce n'est qu'en 1975, donc 60 ans plus tard, qu'un autre journal francophone, La Voix acadienne, vit à nouveau le jour à l'Île-du-Prince-Édouard.